# Microtettigonia
Microtettigonia (лат.) — род кузнечиков, единственный в составе монотипического подсемейства Microtettigoniinae Rentz, 1979. Эндемики Австралии.

## Распространение
Встречаются в Австралии.

## Описание
Очень мелкие зеленоватые кузнечики, длина тела 5—8 мм. Самцы брахиптерные, самки бескрылые. Передние тазики с шипиками, передние и средние голени с одной парой вершинных шпор на вентральной поверхности (с дорсальной стороны невооружённые). Простернум и бёдра всех ног невооружённые.

## Классификация
7 видов. Выделены в монотипическое подсемейство Microtettigoniinae Rentz, 1979.
- Microtettigonia alleni Rentz, 2001
- Microtettigonia illcha Rentz, 2001
- Microtettigonia kangaroo Rentz, 1979
- Microtettigonia kutyeri Rentz, 2001
- Microtettigonia tachys Rentz, 1979
- Microtettigonia tunte Rentz, 2001
- Microtettigonia whippoo Rentz, 2001